# 台中市公車68路
台中市公車68路目前主線行駛自精武車站至捷運四維國小站，主要行駛於太平區中山路、環太東路、廍子路、東山路。

## 歷史
- 2004年3月1日：巨業客運68路通車，為第二期高潛力公車路線之一。
- 2004年9月1日：原太原車站之端點，延駛至「中臺科技大學」。平常日有十個班次繞駛中科園區。
- 2012年9月28日：調整部分行駛路線，原行駛景賢路改駛景賢南一路。並增停「文心山西路口」、「福科環中路口」、「國安國小」、「中科站」、「格網中心」、「中科管理局」站。另裁撤「中科友達」站。[2]
- 2012年10月16日：增停「文心山西路口」站。
- 2014年6月15日：「三和里」站更名為「東山旱溪西路口」。
- 2014年12月15日：增停「文心興安路口」，並將「四維國小」往東海別墅站址遷移至「文心路四段995號」牙醫診所旁。[3]
- 2015年9月15日：主線部分班次延駛至鹿寮國中。[4]
- 2016年10月1日：平日班次取消繞駛至中科管理局，僅保留部分班次繞駛至國安國小。[5]
- 2016年10月16日：配合太原火車站新站啟用，調整行駛動線並將原太原火車站站點遷移至新站旁。[6]
- 2016年11月5日：調整太原火車站附近行駛動線，原行駛「太原路—東光路—新太原火車站—東光路—太原路」調整為「太原路—旱溪西路—天祥街—東光路—舊太原火車站—東光路—天祥街—旱溪西路—太原路」，調整後原「三川福德祠」裁撤並增設「旱溪西太原路口」、「天祥東光路口」、「東光路（三和里）」（原太原火車站招呼站）。[7]
- 2017年4月16日：配合「東山路地下道填平工程」道路管制禁止通行，2017年4月16日起改道為「文心路－北屯路－太原路－旱溪東路－景賢路－景賢六路－太原路－旱溪西路－天祥街－東光路－天祥街－旱溪西路－太原路－景賢六路－景賢路－旱溪東路－東山路」，改道後暫時取消停靠「聯安醫院」、「東光國小」、「東山旱溪西路口」站位。[8]
- 2017年5月23日：配合「東山路地下道填平工程」，臨時增設「太原三光巷口」。
- 2017年10月25日：「東山路地下道填平工程」完工恢復原行駛動線，臨時增設「太原三光巷口」裁撤。[9]
- 2018年12月1日：改由四方客運接駛，原端點「東海別墅」，並延駛至「坪頂」，「東海別墅」、「台中精機」改為單邊設站，路線變更為主線（坪頂—中臺科技大學）、支線（中臺科技大學—鹿寮國中）
- 2020年4月15日：主線原「中臺科技大學」端點，延駛至「新桃花源橋」，主線繞駛路線、延駛路線、延駛繞駛路線起迄站不變。
- 2022年4月1日：調整發車班次，由60班調整為52班。[10]
- 2022年7月10日：罕見使用電動巴士行駛68、68延路線（行駛往返一趟次，由鹿寮國中（光華路）及新桃花源橋發車）。
- 2023年10月17日：因四方客運爆發財務危機改由中鹿客運代駛，延駛、繞駛、延駛繞駛已完全停駛。主線由52班改為一天雙向3班次。
- 2024年8月30日：由中鹿客運接駛並變更為「精武車站－捷運四維國小站－精武車站」，為單循環路線，捷運四維國小站後為返程。平日一天雙向12班次、假日一天雙向6班次。[11]
- 2024年12月1日：增停「華成曉園公園」站。
- 2025年6月1日：「新光里(中山路)」更名為「新福里(中山路)」。

## 路線基本資料
往捷運四維國小站共47站，往精武車站（東光路）共48站。
自精武車站（東光路）起，東光路、精武路、中山路四段、精武東路、中山路四段、中山路三段、環太東路、廓子路、橫坑巷、東山路二段、逢甲橋、東山路一段、旱溪東路三段、景賢路、景賢六路、太原路三段、北屯路、昌平路一段、文心路四段行駛至捷運四維國小站，返程沿途行經北屯路、太原路三段沿原路線至精武車站（南京東路）。 。

### 時刻表
- 時刻表僅供參考，請以中鹿客運網站公告為準。
- 時刻表更新時間為2024年8月30日。

| 台中市公車68路平日時刻列表 | 台中市公車68路平日時刻列表 | 台中市公車68路平日時刻列表 | 台中市公車68路平日時刻列表 |
| -------------------------- | -------------------------- | -------------------------- | -------------------------- |
| 精武車站（東光路）開時刻   | 精武車站（東光路）開備註   | 捷運四維國小開時刻         | 捷運四維國小開備註         |
| 06:00                      | -                          |                            | -                          |
| 06:30                      | -                          |                            | -                          |
| 08:00                      | -                          |                            | -                          |
| 08:30                      | -                          |                            | -                          |
| 10:30                      | -                          |                            | -                          |
| 11:00                      | -                          |                            | -                          |
| 13:00                      | -                          |                            | -                          |
| 13:30                      | -                          |                            | -                          |
| 15:00                      | -                          |                            | -                          |
| 15:30                      | -                          |                            | -                          |
| 16:45                      | -                          |                            | -                          |
| 17:00                      | -                          |                            | -                          |

| 台中市公車68路假日時刻列表 | 台中市公車68路假日時刻列表 | 台中市公車68路假日時刻列表 | 台中市公車68路假日時刻列表 |
| -------------------------- | -------------------------- | -------------------------- | -------------------------- |
| 精武車站（東光路）開時刻   | 精武車站（東光路）開備註   | 捷運四維國小開時刻         | 捷運四維國小開備註         |
| 06:00                      | -                          |                            | -                          |
| 08:00                      | -                          |                            | -                          |
| 10:30                      | -                          |                            | -                          |
| 13:00                      | -                          |                            | -                          |
| 15:00                      | -                          |                            | -                          |
| 16:45                      | -                          |                            | -                          |

### 收費
- 依里程計費；刷電子票證10公里免費及扣款最高金額60元優惠。
- 里程計費說明：
  - 基本里程：8公里。
  - 基本里程票價全票20元、半票11元。
  - 超過基本里程（8公里）計費方式：
    - 全票=[2.431 x 搭乘里程數x （1+5%營業稅）] （四捨五入）
    - 半票=[2.431 x 搭乘里程數x （1+5%營業稅）] x 50% （四捨五入）

  - 兒童、老人、身心障礙者及其陪伴者依規定半票收費。

### 停站
- 參見右側站牌路線圖。

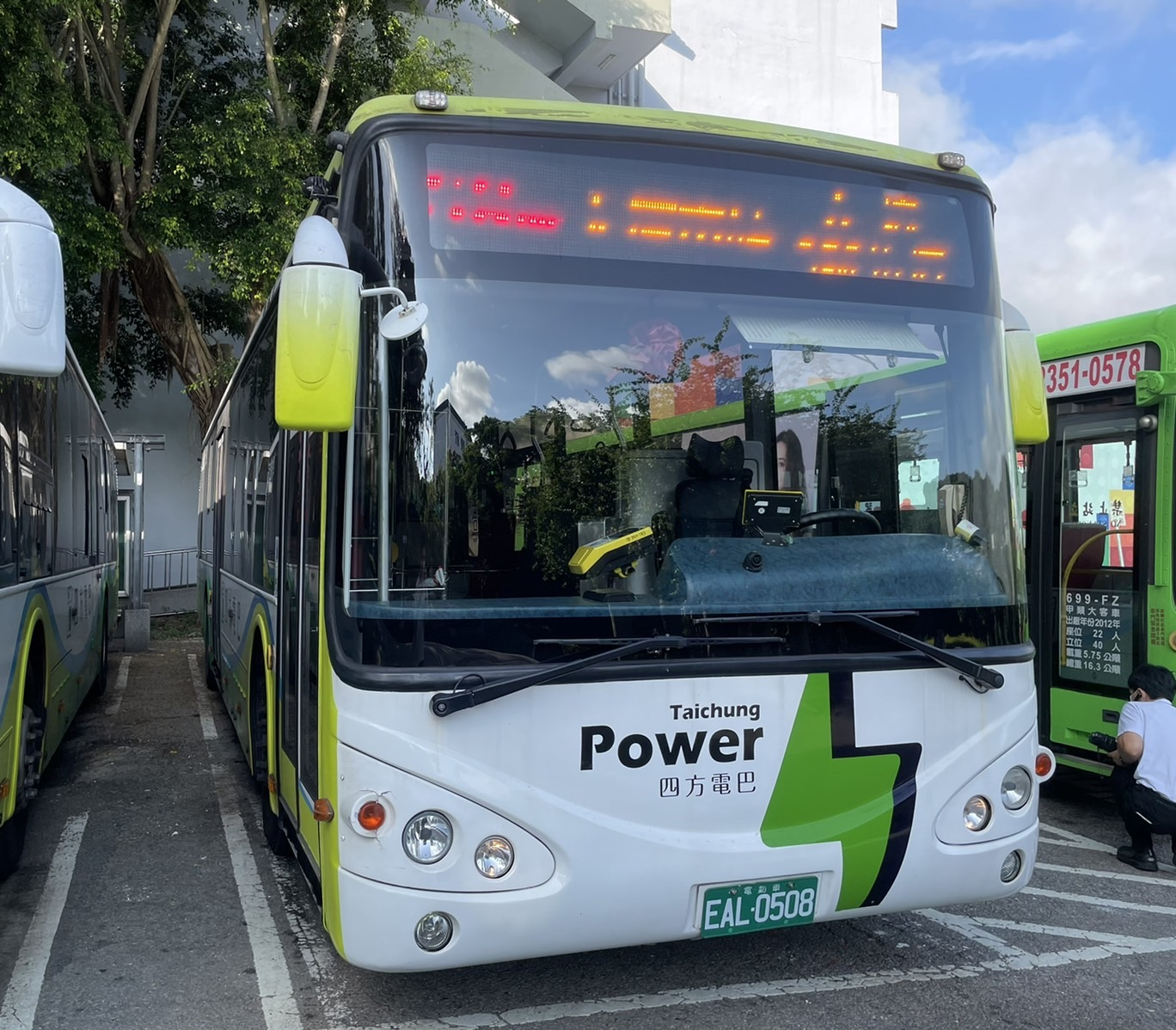
2022/7/10四方客運罕見使用電動巴士行駛68延路線，圖片攝於中台科技大學校區站。
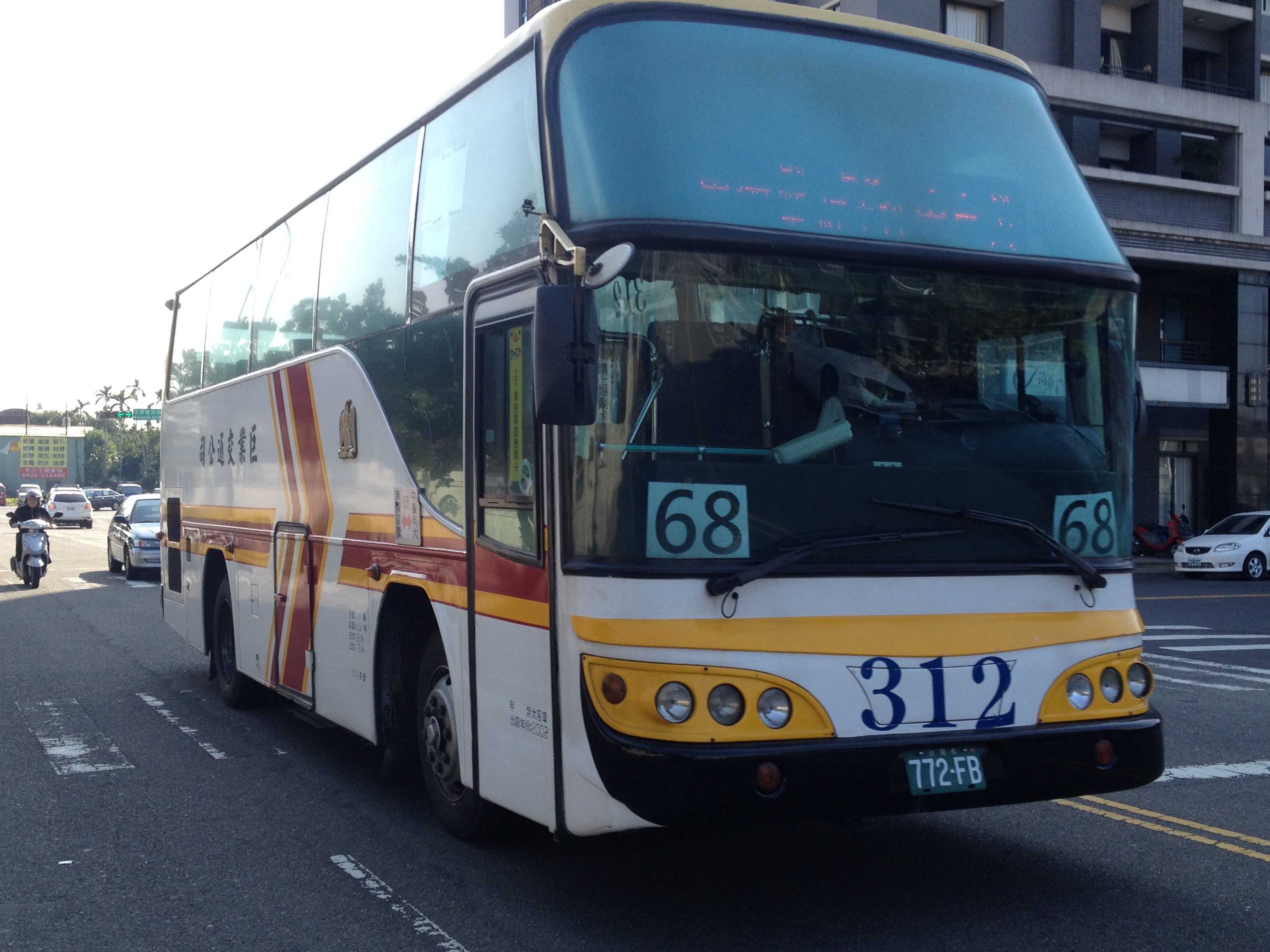
巨業行駛時期車輛
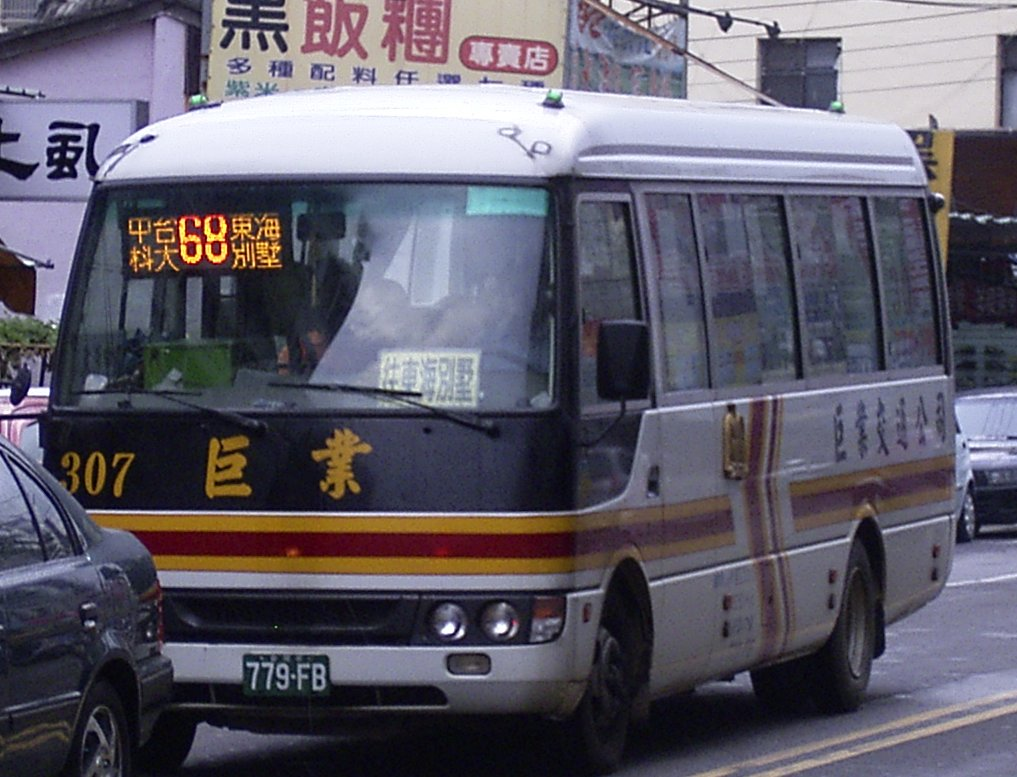
巨業行駛時期小型巴士車型